# シルビオ・ガザニガ
シルビオ・ガザニガ（Silvio Gazzaniga、1921年1月23日 - 2016年10月31日）は、イタリア人の彫刻家。ミラノ出身。FIFAワールドカップトロフィーをデザインしたことで知られる。ミラノ市が功績のある人物に贈る「アンブロジーノ・ドーロ賞」の受賞者。
1970年、それまでのワールドカップ優勝杯だったジュール・リメ杯がブラジルに永久保持されることとなったため、FIFA は1971年4月5日に2代目のトロフィーのデザインを公募した。当時ガザニガは既に30年以上のキャリアを持ち、GDE Bertoni のクリエイティヴ・ディレクターとして伊スポーツ連盟に多くの作品を提供していたが、この大プロジェクトの報を聞いて数時間のうちにトロフィーのデザインを固め、数日かけて実物モデルを完成させた。そしてガザニガのトロフィーは、テレビ映りの良さと彫刻としての完成度が認められ、53 の候補の中から採用された。FIFA はこのコンペに2万ドルをかけたものの、ガザニガには全く報酬が渡らなかった。しかしこれを契機に、ガザニガには UEFA カップ、国際野球連盟ワールドカップ、バレーボール・ワールドカップなど多くのトロフィー制作の依頼が寄せられるようになった。
2006年、このトロフィーがリニューアルされるのに伴い、新作・旧作との面会を果たした。ガザニガは自らを「控えめなサッカーファン」としているが、「娘」であるトロフィーの行方が気になるため、ワールドカップには非常に興味を持っている。生まれてからずっと暮らし続けてきた地元ミランのファンである。